# Gisela Scaglia
 (septembre 2023).
Pour les articles homonymes, voir Scaglia.
Gisela Scaglia, née à Gálvez le 22 octobre 1976, est une professeure d'université et femme politique argentine. Elle est diplômée en sciences politiques et titulaire d'un master de politiques publiques. Le 10 décembre 2013 elle est élue députée pour la Province de Santa Fe pour la coalition Juntos pour el Cambio. Son mandat se termine le 9 décembre 2021. Elle est la vice-présidente du parti Proposition républicaine à Santa Fe.